# 1876年のスポーツ
- 年度別スポーツ記事一覧

## アメリカンフットボール
- 11月23日 - アメリカ大学フットボール協会結成。

## 大相撲
- 12月 - 境川浪右エ門、横綱免許。

## ゴルフ

### 世界4大大会（男子）
- 全英オープン優勝者：ボブ・マーティン（イギリス）

## サッカー

### イングランド
- FAカップ決勝

ワンダラーズ 1-1 オールド・イートニアンズ
ワンダラーズ 3-0 オールド・イートニアンズ（再試合）

## ボート
- オックスフォード・ケンブリッジ大学対抗レガッタ優勝：ケンブリッジ大学

## 野球

### アメリカ大リーグ
- 2月2日 - プロ野球ナショナルリーグ結成。
- ナショナルリーグ優勝：シカゴ・ホワイトストッキングス

## ヨット
- アメリカスカップ

マドレーヌ（アメリカ） 2-0 カウンテス・オブ・ダフェリン（カナダ）

## 誕生
- 1月19日 - 若嶌權四郎（千葉県、相撲、+1943年）
- 3月1日 - アンリ・ド・バイエ＝ラトゥール（ベルギー、IOC会長、+1942年）
- 3月5日 - エリザベス・ムーア（アメリカ、テニス、+1959年）
- 3月25日 - アービング・バクスター（アメリカ、陸上競技、+1957年）
- 6月28日 - ロベール・ゲラン（フランス、サッカー、+1952年）
- 10月13日 - ルーブ・ワッデル（アメリカ、野球、+1914年）
- 12月3日 - 木村庄之助 (20代)（栃木県、相撲、+1940年）
- 12月12日 - アルビン・クレンツレーン（アメリカ、陸上競技、+1928年）
- 12月16日 - ロドルフ・ジルドライヤー（ベルギー、サッカー、+1955年）